# Belli Ramírez
Belli Ramírez (Tarrasa, 8 de enero de 1969) es una directora de producción española especializada en el sector de la animación. Considerada un referente en la dirección de producción de animación española, comenzó su carrera a inicios de los años 90 como ayudante de producción en series de televisión. Destaca su trabajo como Jefa de la Unidad de Producción en Planeta 51 de Ilion Animation Studios y como Jefa de Producción en la primera y cuarta temporada de la serie de televisión infantil Pocoyó.

## Trayectoria
Ramírez estudió Imagen y Sonido en la década de los 90. Comenzó su carrera como asistente de producción en series de televisión como Problem Child y Delfy y sus amigos. Entre 2005 y 2007, fue Jefa de Producción de la primera y cuarta temporada de Pocoyó, desarrollada por Zinkia Entertainment.
En 2005 trabajó como Jefa de la Unidad de Producción de la película de animación Planeta 51, desarrollada por Ilion Animation Studios y ganadora del Premio Goya a la Mejor Película de Animación en 2010. Ha trabajado también para Animal Logic, el estudio de Animación y Efectos Visuales ganador de un Oscar por los Efectos Visuales de la trilogía de ciencia ficción Matrix.
Es fundadora y directora de la consultora para la producción de animación Mr. Cohl. En 2018 puso en marcha, junto a Deneb Sabater, Dune Blanco, Myriam Ballesteros y Alicia Núñez, la Asociación de Mujeres en la Industria de la Animación (MIA) para contribuir a la visibilidad de las mujeres en este ámbito.

## Reconocimientos
- Premio a la Mejor Serie de Televisión en el Festival de Annecy 2007 y el Premio BAFTA 2007 a la mejor Serie de Animación Preescolar, por Pocoyó.
- Mejor Película de Animación en la XXIV edición de los Premios Goya en 2010, por Planeta 51.
- Miembro de la Académica de las artes y las Ciencias Cinematográficas de España.
- Nominado al mejor corto documental en los Premios Goya 2020 por “2001 destellos en la oscuridad” producida por TCM.
- Jurado en el Festival Internacional de cortometrajes de animación 3D Wire Fest en 2014.
- Jurado en el Festival Internacional de cortometrajes de animación Animayo en 20117.

## Filmografía
| Año  | Título                         | Cargo                                | tipo             | Productora              |
| ---- | ------------------------------ | ------------------------------------ | ---------------- | ----------------------- |
| 2019 | Mumablue                       | Dirección de Producción              | Ep. Piloto       | Colorin                 |
| 2018 | 2001 Destellos en la oscuridad | Dirección de Producción              | Corto documental | TCM                     |
| 2017 | The Wooden Mirror              | Dirección de Producción              | Corto            | Alpis                   |
| 2015 | Pocoyó IV                      | Directora de Producción              | Serie tv         | Zinkia Entertainment    |
| 2013 | Deep                           | Jefa de Producción                   | Teaser           | The Thinklab            |
| 2019 | Color out of Space             | VFX Production Management Consultant | Película         | User T38                |
| 2018 | They shot the piano player     | Consultora desarrollo de proyecto    | Película         | Trueba PC               |
| 2009 | The Legend of the Guardians    | Senior Production Coordinator        | Película         | Animal Logic            |
| 2008 | Planet 51                      | Unit Production Manager              | Película         | Ilion Animation studios |
| 2004 | Pocoyó I                       | Jefa de Producción                   | Serie Tv         | Zinkia Entertainment    |
| 2001 | Goomer                         | Jefa de Producción                   | Serie Tv         | Bren Entertainment      |
| 1999 | Twipsy                         | Jefa de Producción                   | Serie Tv         | Mariscal Studios        |
| 1997 | Los tres Ositos                | Jefa de Producción                   | Serie Tv         | Neptuno Films           |
| 1996 | El patito Feo                  | Jefa de Producción                   | Serie Tv         | Neptuno Films           |
| 1995 | El detective Bogey             | Jefa de Producción                   | Serie Tv         | Neptuno Films           |
| 1994 | Problem Child                  | Coordinadora de Producción           | Serie Tv         | D'Ocon Films            |
| 1993 | Sylvan                         | Asistente de Producción              | Serie Tv         | D'Ocon Films            |